# Славний малий (фільм, 1942)
«Славний малий» — радянська музична кінокомедія режисера Бориса Барнета, знята в 1942 році на ЦОКС. Фільм вийшов на екрани в 1959 році.

## Сюжет
Історія кохання сільської дівчини (Катерина Сипавіна) і французького льотчика (Віктор Добровольський), врятованого партизанами в новгородських лісах. Перебуваючи у ворожому тилу в лісовому партизанському загоні, герої мужньо борються з ворогом і знаходять час для романтичних відносин і творчості.

## У ролях
- Катерина Сипавіна — Катя
- Віктор Добровольський — французький льотчик Клод
- Євген Григор'єв — командир партизанського загону Невський
- Ольга Якуніна — Євдокія
- Микола Боголюбов — Доронін
- Леонід Ткачов — Щукін
- Микола Степанов — Вася

## Знімальна група
- Режисер: Борис Барнет
- Сценаристи: Петро Павленко, Олексій Каплер
- Оператор: Сергій Іванов
- Звукорежисер: Лев Вальтер
- Художники: Лев Мільчин, Володимир Камський
- Композитори: Микита Богословський, Микола Крюков
- Тексти пісень: Наталія Кончаловська